# Drahy (přírodní rezervace)
Drahy jsou přírodní rezervace jižně od obce Horní Němčí v okrese Uherské Hradiště. Oblast spravuje AOPK ČR Správa CHKO Bílé Karpaty. Důvodem ochrany je ukázka bělokarpatských luk a pastvin.